# Хелльстрём, Олле
Олле Хелльстрём (швед. Olle Hellström; род. 1 января 1936, Сандвикен, Швеция) — шведский футболист, защитник.

## Карьера
С 1973 года выступал за клуб Юргоден, сыграв в общей сложности 127 матчей и забив 4 года.
В 1960—1961 годах выступал за национальную сборную Швеции.